# Jasmine (riso)
Il riso Jasmine (thailandese: หอม หอม มะลิ; RTGS: Khao hom mali; pronuncia tailandese: [kʰâːw hɔ̌ːm malíʔ]; cinese: 泰国 香米; cinese: 茉莉 香米; Tàiguó xiāngmǐ; letteralmente: "riso profumato tailandese") è una varietà di riso a chicco lungo profumato (noto anche come "riso aromatico"). La sua fragranza, che ricorda il profumo del pandan (Pandanus amaryllifolius) e del popcorn, deriva dalla produzione naturale di composti aromatici della pianta di riso, in particolare la 2-acetil-1-pirrolina. Per evitare la perdita di intensità aromatica, molti asiatici e intenditori del sud-est asiatico preferiscono acquistare il riso Jasmine raccolto nello stesso anno.
Viene coltivato principalmente in Thailandia (Thai hom mali o Thai fragrant rice), Cambogia (angkor kra'oup o riso Jasmine cambogiano), Laos e Vietnam meridionale. È umido e morbido nella consistenza quando cotto, con un sapore leggermente dolce. I grani si attaccano e sono piuttosto appiccicosi se cotti, anche se meno appiccicosi rispetto al riso glutinoso (Oryza sativa var. Glutinosa), a causa di un contenuto minore di amilopectina. È circa tre volte più appiccicoso del riso americano a grani lunghi.

## Tipi

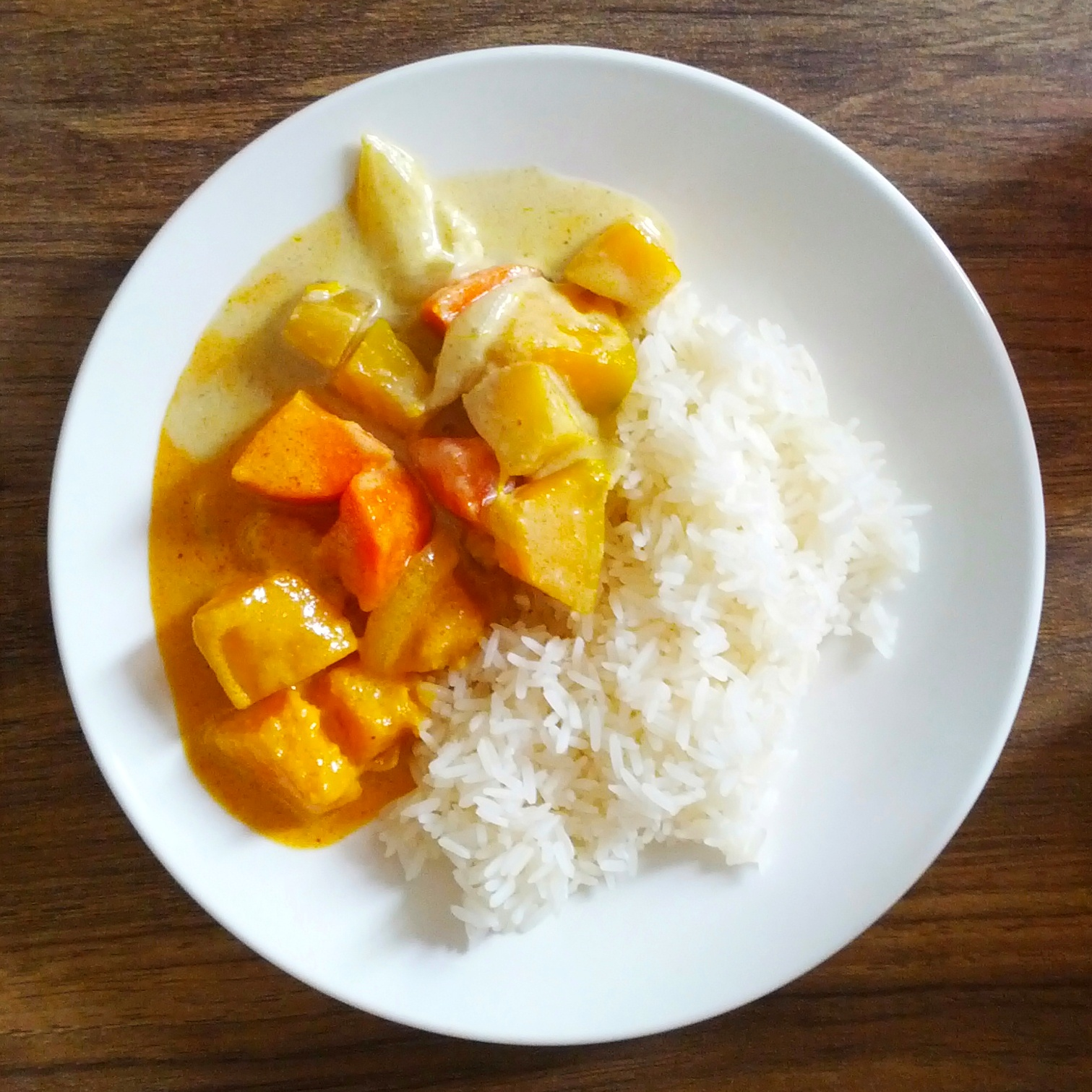
Riso Jasmine con curry.

Il riso Jasmine thailandese e il riso Jasmine cambogiano condividono molte caratteristiche; crescono principalmente nelle aree geografiche vicine ai lati opposti del confine nord-orientale tra Thailandia e Cambogia. Il riso Jasmine cambogiano viene coltivato in Cambogia e lavorato come riso bianco (privato dal pericarpo e lucidato) e integrale. I tipi di riso Jasmine cambogiano includono: phka rumduol, phka romeat e phka rumdeng. Una recente analisi del DNA, condotta con 18 marcatori genetici, ha mostrato che tutte e tre le varietà possiedono 18 alleli di fragranze noti. Due varietà (phka rumduol e phka rumdeng) sono distintamente cambogiane con 17 marcatori in posizioni identiche.
Il riso Jasmine thailandese ha chicchi bianchi o marroni, che presentano una forma slanciata. La stragrande maggioranza del riso Jasmine esportato in Nord America e in Europa è riso Jasmine thailandese, con una piccola minoranza dal Vietnam. In Thailandia si pensa che solo le province di Surin, Buriram e Sisaket possano produrre hom mali di alta qualità.

## Riconoscimenti
Durante la Conferenza mondiale del riso del 2017 tenutasi a Macao, il riso thailandese hom mali 105 (Jasmine) è stato dichiarato il miglior riso del mondo, battendo 21 concorrenti. La Thailandia aveva partecipato con tre varietà di riso nella competizione. Questa è la quinta volta negli ultimi nove anni che il riso Jasmine thailandese si aggiudica tale titolo. I giudici del concorso erano chef dei ristoranti di Macao. I criteri erano il gusto e la forma dei chicchi di riso. La Cambogia è arrivata seconda, mentre il Vietnam terzo.